# Van Bibber Lake (Indiana)
Van Bibber Lake es un lugar designado por el censo ubicado en el condado de Putnam en el estado estadounidense de Indiana. En el Censo de 2010 tenía una población de 485 habitantes y una densidad poblacional de 527,49 personas por km².

## Geografía
Van Bibber Lake se encuentra ubicado en las coordenadas 39°43′45″N 86°55′47″O / 39.72917, -86.92972. Según la Oficina del Censo de los Estados Unidos, Van Bibber Lake tiene una superficie total de 0.92 km², de la cual 0.67 km² corresponden a tierra firme y (27.32%) 0.25 km² es agua.

## Demografía
Según el censo de 2010, había 485 personas residiendo en Van Bibber Lake. La densidad de población era de 527,49 hab./km². De los 485 habitantes, Van Bibber Lake estaba compuesto por el 98.76% blancos, el 0% eran afroamericanos, el 0.21% eran amerindios, el 0.62% eran asiáticos, el 0% eran isleños del Pacífico, el 0.41% eran de otras razas y el 0% pertenecían a dos o más razas. Del total de la población el 0.62% eran hispanos o latinos de cualquier raza.